# Manuel Engelmann
Manuel Engelmann (...) è un giocatore di football americano tedesco che gioca nel ruolo di quarterback per i Munich Cowboys.

## Palmarès
- 1 Europeo (2014)